# Ostrzał Bytomia

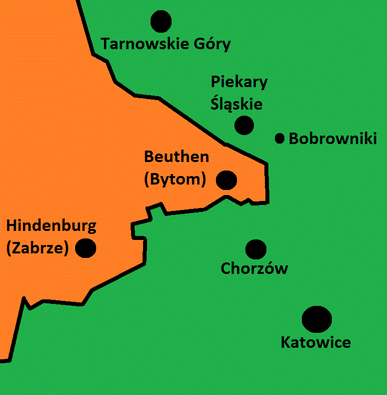
granica polsko-niemiecka na Śląsku w 1939

Ostrzał Bytomia – ostrzał artyleryjski niemieckiego wtedy Bytomia (Beuthen) przeprowadzony przez Polaków w czasie wojny obronnej 1939. Ostrzał miał miejsce 1 września 1939 z armaty 75 mm znajdującej się w polskim schronie bojowym – tradytorze artyleryjskim należącym do punktu oporu Bobrowniki Obszaru Warownego Śląsk. Był to jeden z niewielu przypadków, gdy w czasie wojny obronnej ostrzelano ogniem artyleryjskim terytorium niemieckie z terytorium polskiego.

## Geneza
Po plebiscycie na Górnym Śląsku i III powstaniu śląskim podzielono Śląsk między Polskę i Niemcy. Bytom przypadł Niemcom, ale okoliczne miasta jak Piekary Śląskie i Chorzów (Królewska Huta) przyłączono do Polski. W samym Bytomiu podczas plebiscytu 10000 osób głosowało za Polską a 29877 osób głosowało za przyłączeniem do Niemiec.
Z militarnego punktu widzenia powstała dla Polaków niekorzystna sytuacja, ponieważ Bytom niejako wcinał się klinem w polskie terytorium. Dostrzegali to polscy wojskowi i po dojściu Adolfa Hitlera do władzy w 1933 przystąpiono do budowy fortyfikacji Obszaru Warownego Śląsk. Fortyfikacje te między innymi otaczały tzw. klin bytomski. Niektóre schrony bojowe przystosowano do umieszczenia w nich armat 75 mm wz. 1897. Między innymi w Bobrownikach, w okolicach szczytu wzgórza 310, wybudowano schron bojowy uzbrojony w dwie takie armaty skierowane między innymi w kierunku Bytomia. Z wzgórza tego do dzisiaj rozciąga się doskonały widok na miasto Bytom.

## Siły polskie
We wrześniu 1938 w 23 pułku artylerii lekkiej sformowano IV dywizjon artylerii fortecznej Obszaru Warownego Śląsk. Posiadał on na wyposażeniu czternaście armat 75 mm i 76,2 mm. Dwanaście armat miało stanowiska w żelbetowych schronach bojowych, a pozostałe dwie znajdowały się w plutonie ruchomym. W skład dywizjonu wchodziły trzy baterie o numerach: 10, 11 i 12. Bateria o numerze 10 została przydzielona do IV batalionu specjalnego ckm 11 pułku piechoty i zajęła odcinek Bobrowniki. W punkcie oporu Bobrowniki wybudowano w 1936 kilkanaście schronów bojowych, uzbrojonych głównie w ckm. Wzniesiono tam też dwa tradytory artyleryjskie tzw. południowy i północny. W każdym z nich umieszczono po dwie armaty 75 mm wz. 1897 na specjalnych obrotowych platformach. Tradytor północny mógł ostrzeliwać tereny w kierunku północnym i zachodnim, a tradytor południowy mógł ostrzeliwać tereny w kierunku południowym i zachodnim, w tym rejon Bytomia. Dowódcą 10 baterii był kpt. Jan Toni, dowódcą I plutonu był ppor. rez. Lucjan Garstka, dowódcą II plutonu był ppor. rez. Ryszard Dalder. Brak jest informacji o tym, który pluton obsadzał tradytor południowy.

## Siły niemieckie
Na terenie Bytomia stacjonowali niemieccy dywersanci należący do Freikorps Ebbinghaus oraz niemiecka straż graniczna (Grenzschutz).

## Ostrzał
Gdy 1 września 1939 wybuchła wojna, Niemcy obawiając się polskich fortyfikacji Obszaru Warownego Śląsk nie zdecydowali się na bezpośrednie uderzenie głównymi siłami na polską część aglomeracji śląskiej. Zamiast tego ominęli polski pas umocnień, kierując swoje ataki na północ i na południe od OWŚ. Mimo to w rejon polskiego Śląska Niemcy skierowali jednostki dywersyjne Freikorps Ebbinghaus. W ostatnich dniach sierpnia i pierwszych dniach września doszło do licznych potyczek z niemieckimi dywersantami, którzy na akcje wychodzili między innymi z Bytomia. Z rejonu Bytomia wyszedł na przykład silny oddział dywersantów, który uderzył na kopalnię Michał w Michałkowicach. Doszło tam potem do ciężkich walk.
1 września o godzinie 10 rano z rozkazu dowódcy Grupy Operacyjnej „Śląsk” gen. bryg. Jana Jagmina-Sadowskiego, artyleria polska otworzyła ogień odwetowy na Bytom. Ostrzał prowadzono z tradytora południowego znajdującego się w punkcie oporu Bobrowniki. Prawdopodobnie celem ostrzału były koszary wojskowe znajdujące się w Bytomiu. Brak jest informacji o skutkach tego ostrzału i zadanych stratach. Był to jeden z nielicznych przypadków, gdy polska artyleria z terenu Polski ostrzelała terytorium niemieckie.

## Niemiecka propaganda
Ostrzał ten wykorzystali Niemcy do przeprowadzenia akcji propagandowej na niekorzyść Polski. Już 2 września w prasie hitlerowskiej pojawiły się informacje na temat ostrzału Bytomia opatrzone jawnie propagandowym i kłamliwym komentarzem, sugerującym że to Polacy rozpoczęli wojnę. Wpisywało się to retorykę zapoczątkowaną wcześniej przez prowokację gliwicką. W niemieckiej prasie („Oberschleisischer Wanderer”, Gliwice, 2 września 1939) znalazł się między innymi taki komentarz:

Ostrzelanie otwartego miasta Bytomia przez artylerię polską było pomyślane jako sygnał dla polskich band powstańczych, które otrzymały z polskiego dowództwa wojskowego zadanie, by wtargnąć w ciągu ubiegłej nocy do Bytomia, Gliwic i Zabrza i utorować drogę do Odry.

W niemieckiej kronice filmowej Die Deutsche Wochenschau z 6 września 1939 pokazano rzekome skutki tego ostrzału. Pokazano tam ostrzelane domy cywilne. Nie ma pewności, czy to są domy z Bytomia. Widać jednak na tym filmie wyraźną ingerencję nazistowskiej propagandy. Na filmie pokazano niewybuchy o kalibrze znacznie przekraczającym 75 mm, więc to nie mogły być polskie pociski. Dodatkowo podczas pokazywania zniszczeń we wnętrzu jednego z budynków kamera sfilmowała wiszący na ścianie kalendarz pokazujący datę 31 sierpnia, a nie 1 września.